# Steve Cooreman
Steve Cooreman (29 december 1976) is een Belgisch voormalig betaald voetballer die speelde als rechtshalf of rechtsachter. Hij speelde in de Belgische eerste klasse voor Eendracht Aalst, KAA Gent en Germinal Beerschot.

## Carrière
- 1995-1998: AA Gent
- 1998-2000: Eendracht Aalst
- 2000-2004: Germinal Beerschot
- 2004-2006: AA Gent
- 2006-jan.09: Ham-Kam
- jan.09-2011: KSK Maldegem
- 2011-2014: Waarschoot KFAC
- 2014-2016: KFC Evergem Center